# (524216) 2001 RU143
(524216) 2001 RU143 est un objet transneptunien du groupe des plutinos. 

## Caractéristiques
(524216) 2001 RU143 mesure environ 240 km de diamètre.